# Kanchanaburi
Cette page contient des caractères thaïs. En cas de problème, consultez Aide:Unicode ou testez votre navigateur.
Pour la province de Thaïlande, voir Province de Kanchanaburi.
Kanchanaburi (Thaï กาญจนบุรี) est une ville de l'ouest de la Thaïlande comptant 52 000 habitants. Elle est située au confluent de la rivière Kwai Noi avec la rivière Kwaï Yai où fut construit en 1942 le célèbre pont sur la rivière Kwaï par des prisonniers de guerre sous le commandement de troupes japonaises.

## Histoire
La ville de Kanchanaburi a été fondée tardivement à la fin du 18e siècle par Rama Ier. C'était à l'origine une petite ville de garnison qui avait pour but d'assurer la défense des marches du royaume contre les invasions birmanes. En effet, les troupes ennemies passaient par le col des trois pagodes à 220 km de là.

## Monuments
Le pilier de fondation de la ville (le Lak Muang) est visible à l'angle de la rue Thanon Lak Muang.
Il y a de nombreuses maisons flottantes sur la rivière Kwaï souvent transformées en hôtels ou restaurant et des maisons traditionnelles en bois.

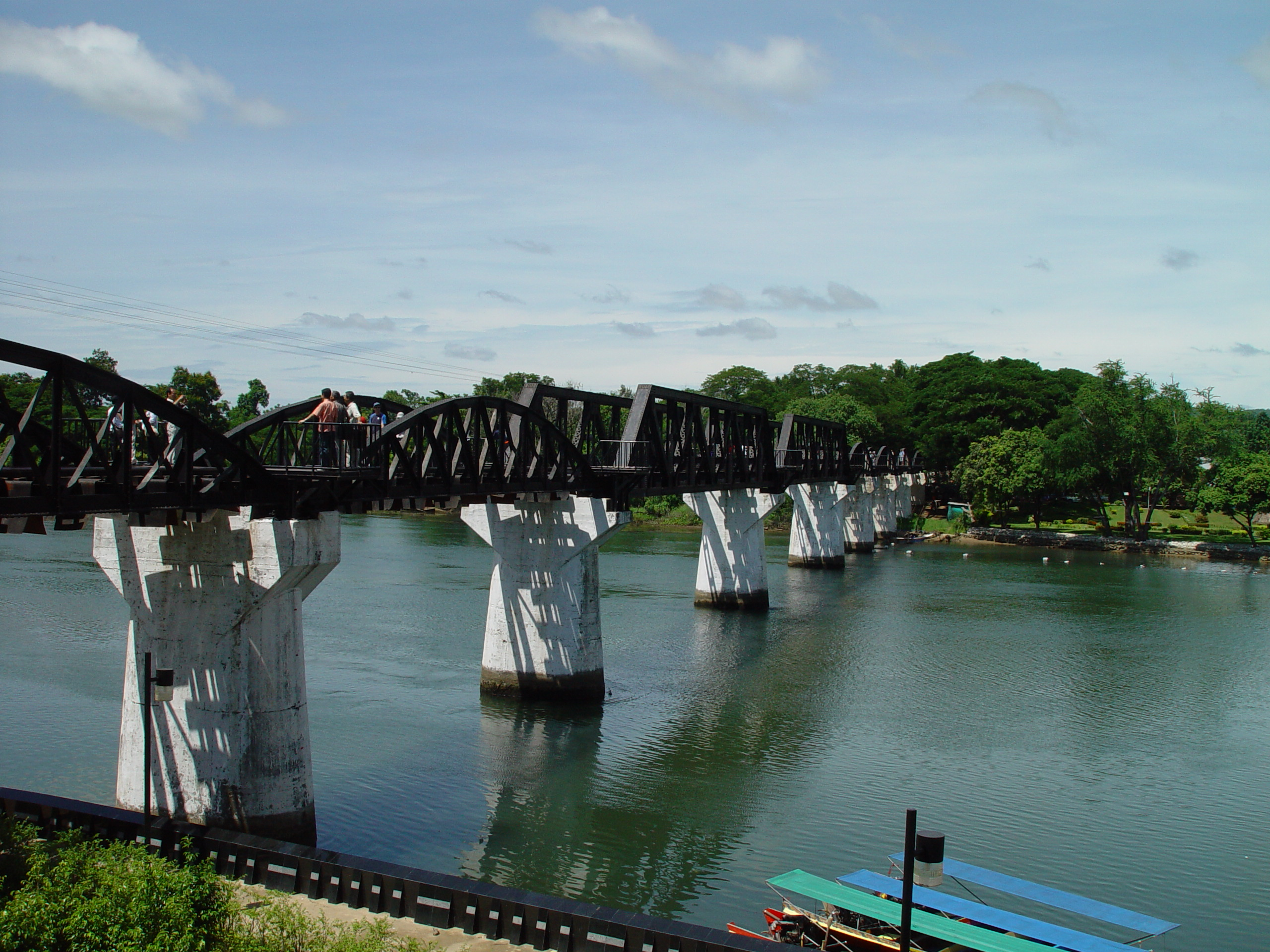
Le pont sur la rivière Kwaï.
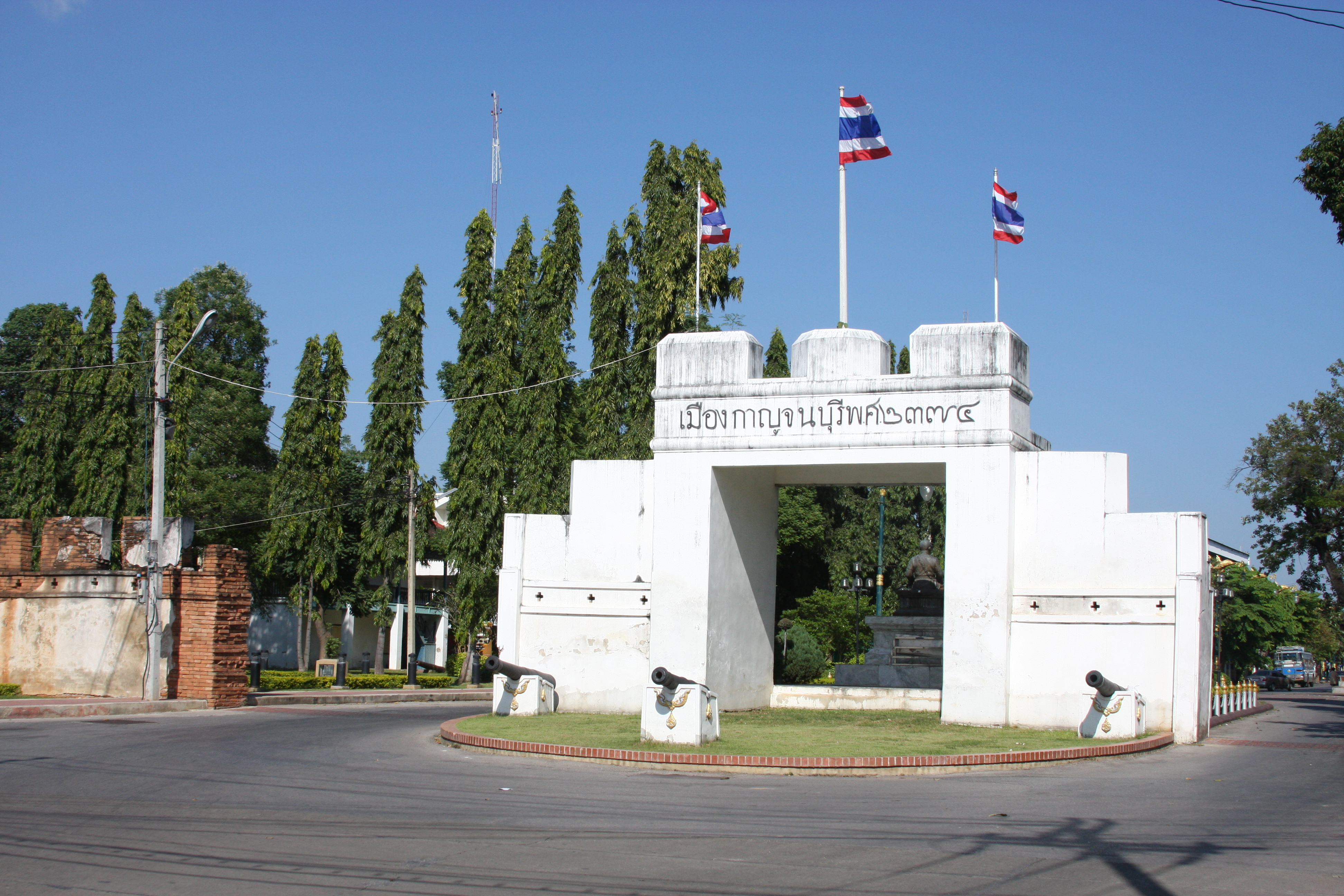
Porte de la ville avec deux canons et muraille.
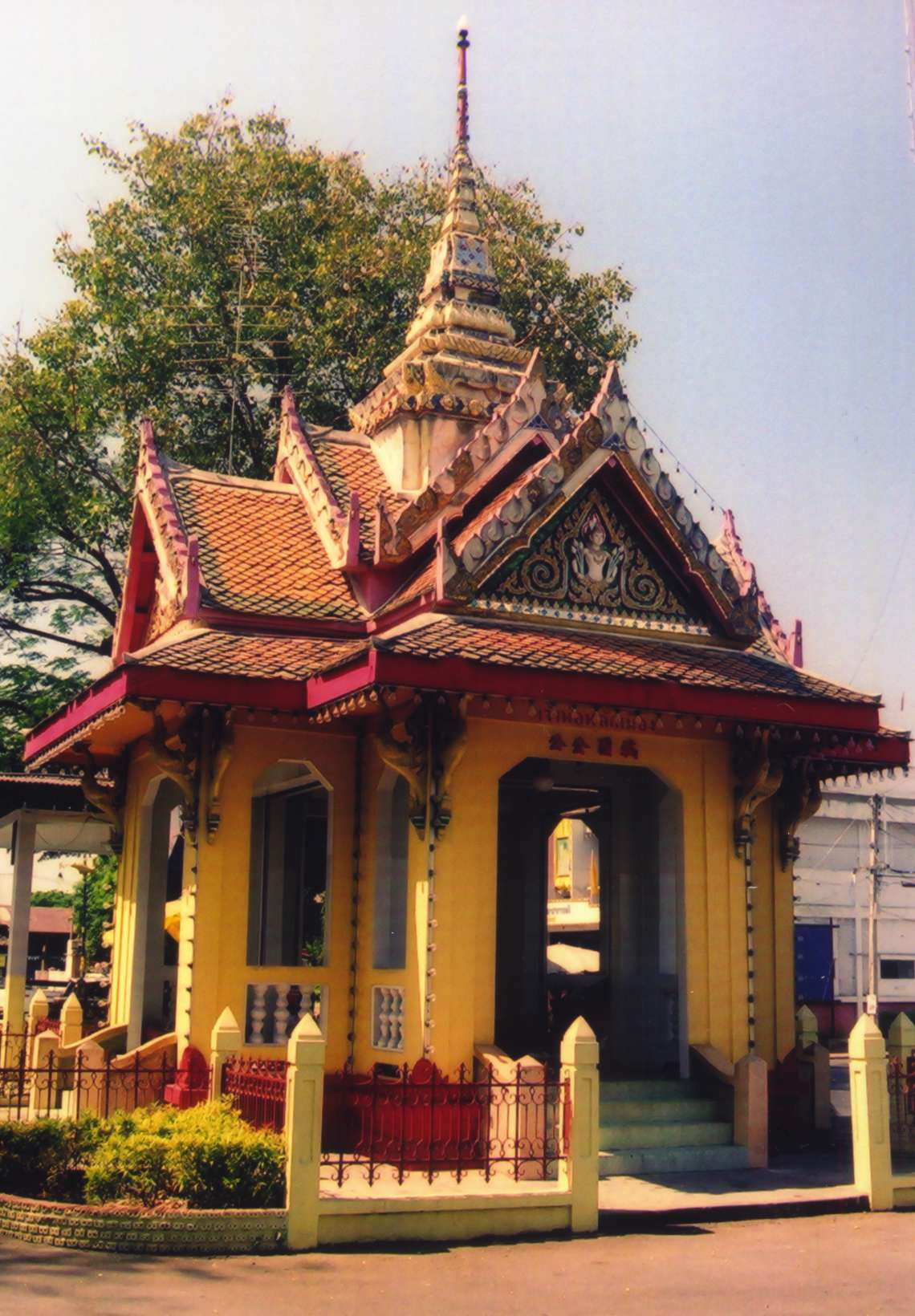
Lak Muang, pilier de fondation de la ville.
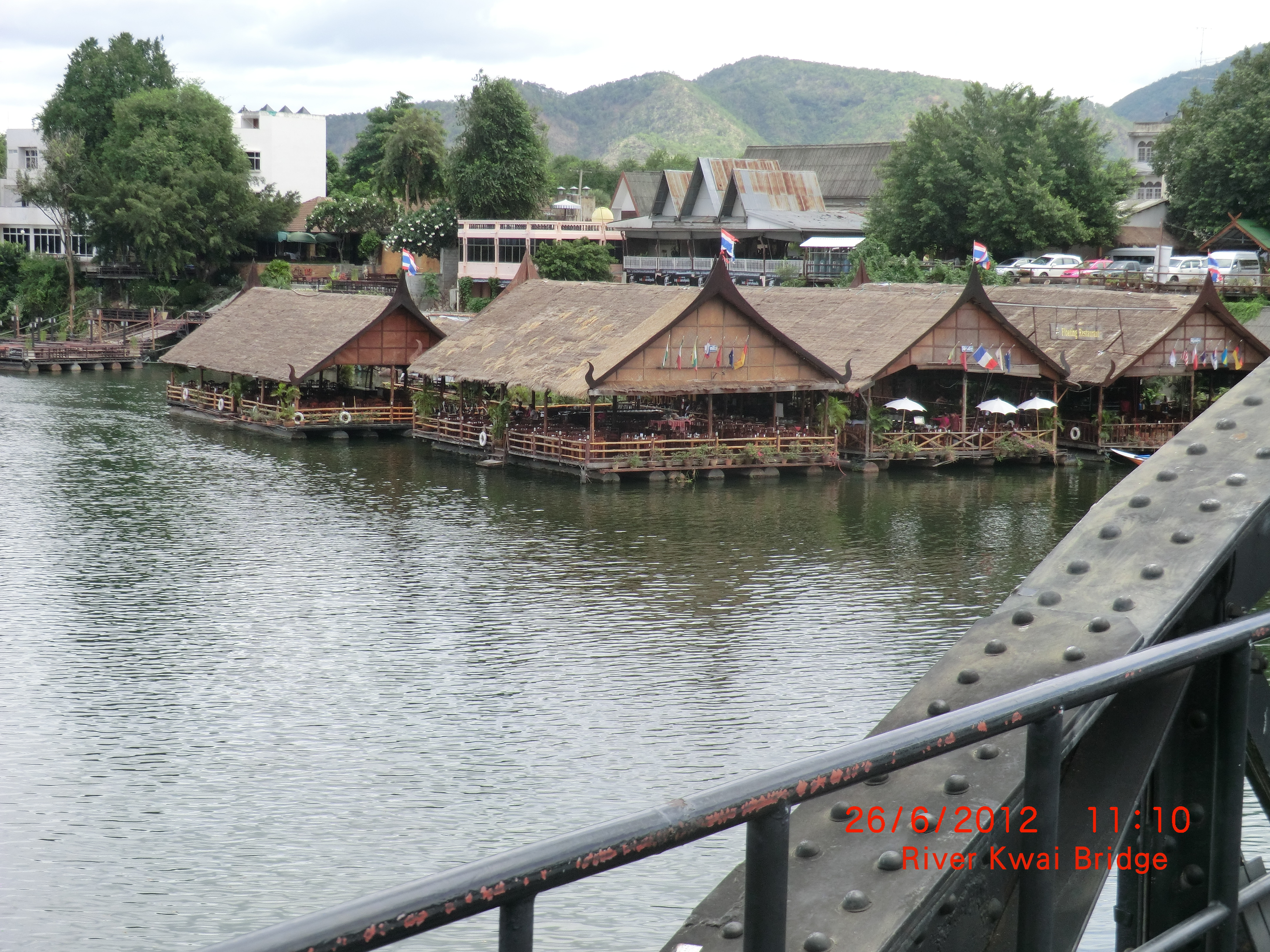
Maisons flottantes restaurants près du Pont de la rivière Kwaï.
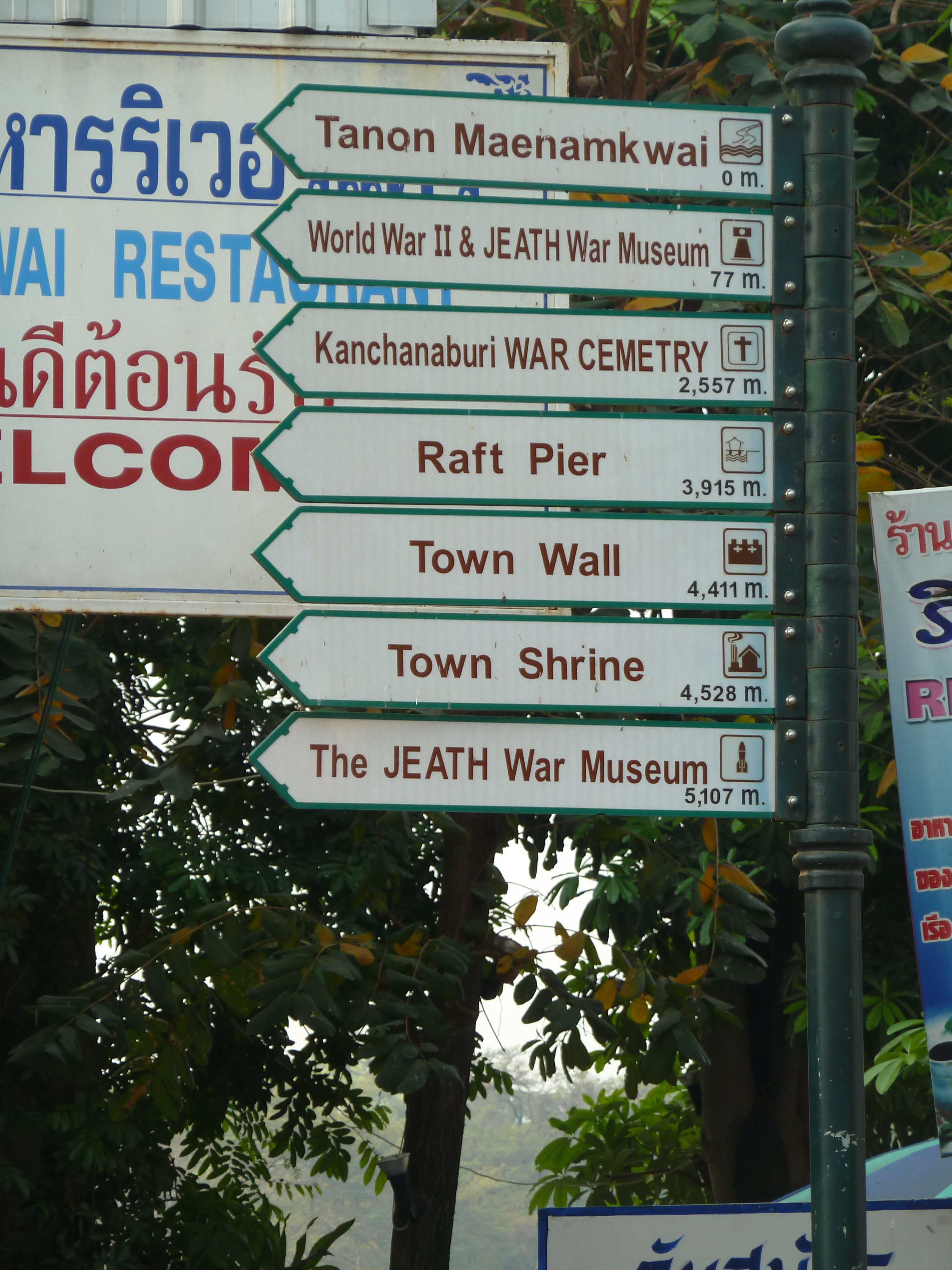

Il y a aussi deux musées : le Thailand-Burma Railway Museum (inauguré en mars 2003) et le JEATH War Museum, à propos du pont lui-même. La voie ferrée de la mort (Death Railway), utilisée par le transport ferroviaire en Thaïlande, et un cimetière allié de la Seconde Guerre mondiale se trouvent également à Kanchanaburi. 
Kanchanaburi est proche du temple khmer Prasat Muang Sing (45 km) ainsi que du parc national d'Erawan et de ses magnifiques chutes d'eau (65 km).

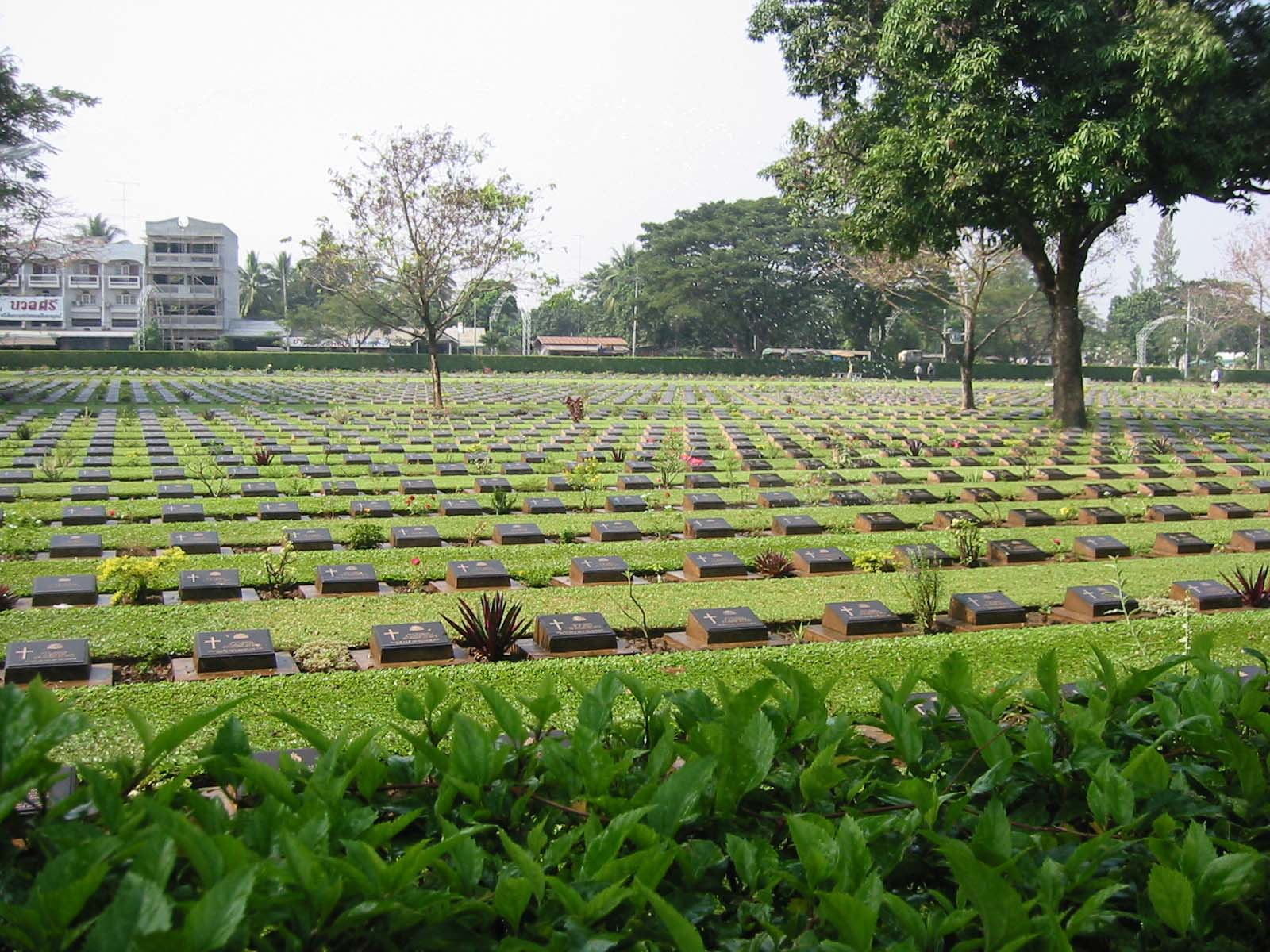
Un des cimetières de la Seconde Guerre mondiale à Kanchanaburi.

## Culture
Tous les ans durant l'automne, un festival de plusieurs jours a lieu pour commémorer la construction et la destruction du premier pont. L'entrée dans l'enceinte est d'environ 20 à 30 baht selon les jours. Un spectacle son et lumières mettant en scène cette histoire a lieu chaque soir du festival, pour environ 100 baht par personne. Il y a également une rave party et des concerts. Mais c'est surtout l'occasion pour nombre de marchands de la région de gonfler leur chiffre d'affaires en exposant leurs étalages à la foule venue assister au festival : fritures d'insectes et en tous genres, pop-corn, hot-dogs et vêtements sont les principales marchandises vendues. Chaque année ce festival est une véritable catastrophe écologique puisqu'une fois le festival terminé, ce sont des milliers de sacs plastiques qui, emportés par le vent, se retrouvent aux bords des routes, dans les champs et jusque dans les rivières, polluant à plusieurs dizaines de kilomètres aux alentours sans que personne nettoie. Sans oublier la pollution engendrée par les débris des explosions factices du pont emportés par la rivière chaque soir du festival.
Kanchanaburi est une étape appréciée des touristes venant visiter la Thaïlande.

## Géographie et climat

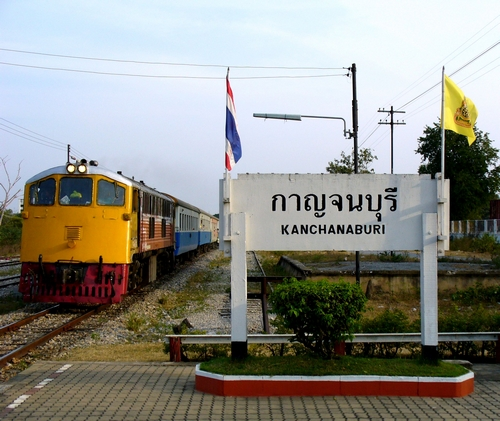
La gare de chemin de fer de Kanchanaburi

Kanchanaburi jouit d'une température généralement plus fraîche que le centre de la Thaïlande en raison de sa situation géographique. Kanchanaburi est situé dans la vallée de la rivière Kwaï et bordée de reliefs montagneux. La température moyenne se situe aux alentours de 30 °C, l'hiver se faisant sentir surtout du 1er au 15 janvier tout en restant agréable.
Le climat de Kanchanaburi est divisé en deux périodes de six mois : une période humide où il pleut tous les après-midis jusqu'à mi-décembre et soumise à des orages (la mousson), puis une période sèche avec très peu de pluie jusqu'à la mi-juin.

## Personnalités
Sakda Kaewbuadee (Tong), acteur thaïlandais célèbre ayant joué dans Oncle Boonmee, celui qui se souvient de ses vies antérieures et dans de nombreux autres films d'Apichatpong Weerasethakul est né à Kanchanaburi dans une famille de paysans et y a grandi.